# Matthäus Orasch
Matthäus Orasch (cca 1845 – 20. května 1913 Duel) byl rakouský politik německé národnosti z Korutan, na počátku 20. století poslanec Říšské rady.

## Biografie
Od roku 1884 zasedal coby poslanec Korutanského zemského sněmu. Mandát na sněmu obhájil v roce 1890. Působil jako člen okresní školní rady ve Villachu. Byl čestným občanem Wernbergu.
Působil i jako poslanec Říšské rady (celostátního parlamentu Předlitavska), kam usedl ve volbách roku 1901 za kurii venkovských obcí v Korutanech, obvod Villach, Ferlach atd. Ve funkčním období 1901–1907 se uvádí jako Matthäus Orasch, starosta a hospodář.
Ve volbách do Říšské rady roku 1901 se uvádí jako kandidát Německé lidové strany, respektive organizace Rolnický svaz.
Byl mu udělen Zlatý záslužný kříž. Zemřel v květnu 1913 ve věku 68 let.